# 迪克·莫塔

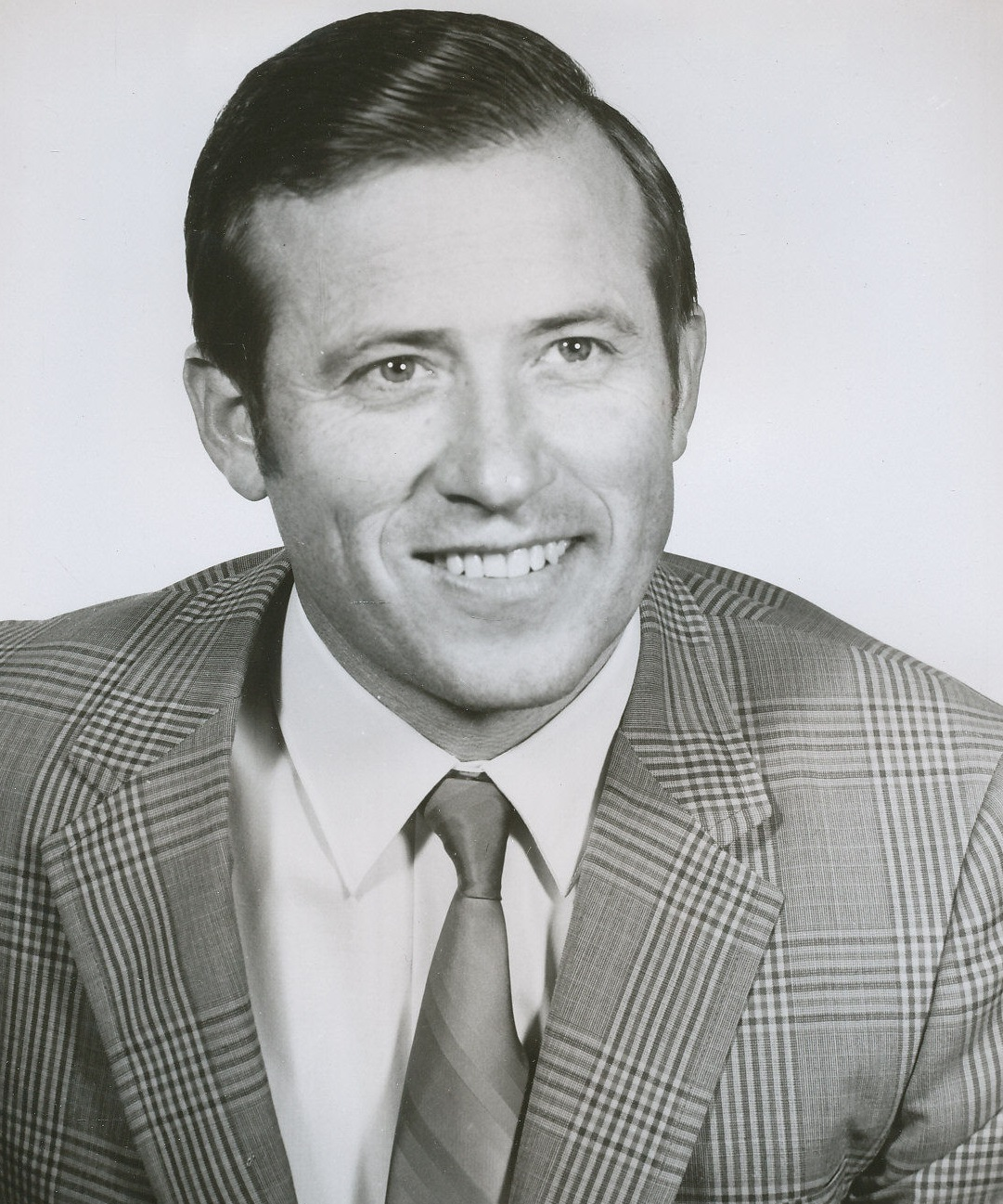
迪克·莫塔於1971年

約翰·理查德·莫塔（英語：John Richard Motta，1931年9月3日—），前美國國家籃球協會（NBA）教練，1931年生於美國猶他州米德瓦爾，在NBA中曾以總教練身分執教芝加哥公牛、華盛頓子彈（現更名為華盛頓巫師隊）、達拉斯獨行俠、沙加緬度國王、丹佛金塊等隊。生涯NBA執教成績為935勝1,017負。

## 榮譽
迪克·莫塔於1971年獲得NBA年度最佳教练，並曾於1977-78球季帶領華盛頓子彈拿下NBA總冠軍，儘管當年子彈隊的例行賽成績僅44勝38負。

## 外部連結
- （页面存档备份，存于）